# Смолинский
Смо́линский (Смо́лино) — упразднённый посёлок в городском округе Челябинска Челябинской области. В 2004 году включен в состав города и исключен из учётных данных. Ныне посёлок (микрорайон) в Советском районе Челябинска.

## География
Расположен на юго-западном берегу озера Смолино вдоль Троицкого тракта — дороги А310.

## История
По данным Н. И. Шувалова, посёлок основан в XVIII веке в 84—95 года казаками как выселок из Челябинской крепости.
В 1926 году, где на тот момент было учтено 140 домов, входил Сухомесовский сельсовет Челябинского района.
В период с конца 20-х годов XX века по 50-е годы того же века в посёлке работал колхоз имени Сталина, основные его направления — разведение скота, овощеводство, зерноводство.
С 21 июня 1960 года по 3 ноября 1960 года входил в Смолинский сельсовет Железнодорожного района Челябинска.
С 3 ноября 1960 года по 2004 год входил в Смолинский сельсовет (после 1991 года официально назывался «сельсовет Смолинский») Советского района Челябинска.
В 1970 году объектов сельхозназначения не значилось.

## Население
| 1970 | 1977  | 1983  | 1995  | 2002  |
| ---- | ----- | ----- | ----- | ----- |
| 2384 | ↗2555 | ↗2749 | ↗2863 | ↗2991 |

## Инфраструктура
- Машиностроительный завод «Агромаш»[5].
- Гостиничные комплексы и базы отдыха[5].
- Центр реабилитации пострадавших от радиации[5].
- Образовательные учреждения (детский сад и школа № 117[13])[5].
- Храм Святого Равноапостольного Князя Владимира[5].

## Название
Посёлок назван по фамилии первопоселенца Смолина.